# Arnold Schwarzenegger
 Der er for få eller ingen kildehenvisninger i denne artikel, hvilket er et problem. Du kan hjælpe ved at angive troværdige kilder til de påstande, som fremføres i artiklen.

Arnold Alois Schwarzenegger (født 30. juli 1947) er en østrigskfødt amerikansk republikansk politiker, samt tidligere bodybuilder og skuespiller, der opnåede verdensberømmelse som hovedrolleindehaver i en række Hollywood-actionfilm, blandt andre Terminator, Commando og Total Recall. Arnold har vundet den meget prestigefulde Mr. Olympia bodybuilderkonkurrence. Som 16 årig vandt han den første konkurrence, Junior Mr. Münich.
Han var i mange år gift med Maria Shriver, som er John F. Kennedys niece. Parret bekendtgjorde i maj 2011, at de skulle skilles efter 25 års ægteskab.

## Politisk karriere
Arnold Schwarzenegger blev valgt første gang til guvernør for Californien den 8. oktober 2003 og genvalgt 6. november 2006. Den 3. januar 2011 trådte han tilbage fra posten, efter ikke at have søgt genvalg i 2009.
Schwarzenegger havde tidligere lovet, at han ville få Californiens 103 milliarder dollars store budget vedtaget til tiden, 30. juni 2004, men det demokratiske flertal i den lovgivende forsamlings to kamre har ikke villet acceptere alle spareforslag.
Da budgettet ikke blev vedtaget efter over tre ugers forhandlinger, kaldte han sine demokratiske modstandere girlie men. Udtrykket kan oversættes til tøsedrenge, men det fik i den muskelsvulmende guvernørs udgave en seksuel undertone med dets henvisning til mændenes feminine side.
Schwarzenegger, har tidligere sammenlignet det demokratiske flertal i Californien med en børnehave, der trængte til en tur i skammekrogen.
Den 31. august 2004 talte han på republikanernes konvent.
Efter sit genvalg i 2006 – som han skaffede sig gennem en tilnærmelse til Californiens overvejende liberale demokratisk vælgerflertal – har han taget vidtrækkende politiske initiativer, bl.a. på miljøområdet, som er i modstrid med den republikanske administration i Washington.
Trods sin nationale popularitet var han afskåret fra evt. at kandidere til præsidentposten, da han ikke er født i USA, hvilket er et krav for at blive præsident for USA.

## Filmografi
- Terminator Dark Fate (2019)
- Killing Gunther (2017)
- Maggie (2015)
- Terminator Genisys (2015)
- The Expendables 3 (2014)
- Sabotage (2014)
- Escape Plan (2013)
- The Last Stand (2013)
- The Expendables 2 (2012)
- The Expendables (2010) (cameo)
- The Kid and I (2005)
- Jorden rundt i 80 dage (2004)
- Welcome To The Jungle (The Rundown) (2003)
- Terminator 3: Rise of the Machines (2003)
- Collateral Damage (2002)
- Dr. Dolittle 2 (2001) (stemme)
- Den 6. dag (2000)
- End of Days (1999)
- Batman & Robin (1996)
- Mission julegave (1996)
- Eraser (1996)
- Junior (1994)
- True Lies (1994)
- Den sidste actionhelt (1993)
- Terminator 2: Dommedag (1991)
- Kindergarten Cop (1990)
- Total Recall (1990)
- Twins (1988)
- Red Heat (1988)
- The Running Man (1987)
- Predator (1987)
- Raw Deal (1986)
- Commando (1985)
- Red Sonja (1985)
- The Terminator (1984)
- Conan the Destroyer (1984)
- Conan the Barbarian (1982)
- The Jayne Mansfield Story (1980)
- Scavenger Hunt (1979)
- The Villain (1979)
- Pumping Iron (1977)
- Stay Hungry (1976)
- Happy Anniversary and Goodbye (1974)
- The Long Goodbye (1973)
- Herkules i New York (1970)